# Caulibugula exilis
Caulibugula exilis is een mosdiertjessoort uit de familie van de Bugulidae. De wetenschappelijke naam van de soort is voor het eerst geldig gepubliceerd in 1890 door MacGillivray.